# Parque Florestal das Sete Fontes
O Parque Florestal Sete Fontes é um parque florestal português com cerca de 50ha localizado na freguesia dos Rosais, na Ponta Noroeste da ilha, no concelho de Velas, ilha de São Jorge, arquipélago dos Açores.
Este parque teve início no ano de 1962 e foi oficialmente inaugurado em Agosto de 1976. Em 1962 deu-se início à reconversão dos terrenos que hoje pertencem ao Parque Florestal Sete Fontes, outrora apenas terrenos baldios por iniciativa dos Serviços Florestais da ilha de São Jorge, debaixo da orientação do então engenheiro João Taveira. 
Este parque ao longo das três décadas após à sua conclusão foi sendo sucessivamente ampliado e melhorado com o plantio de várias espécies introduzidas e endémicas da Macaronésia, ao ponto de receber em 1989 a classificação de Reserva Florestal de Recreio.
Localiza-se longe do mar para os padrões de ilha, o que lhe permite ter uma flora de montanha bastante diferente da que usualmente rodeia a costa e zonas costeiras das ilhas.
Dada a cota de altitude a que se encontra e a se encontrar longe de qualquer povoado desfruta do ambiente puro da montanha. O espaço é amplo e permite uma interacção plena do homem com a natureza. 
Aqui é possível encontrar viveiros para diferentes tipos de plantas que daqui são depois transplantadas para outros locais da ilha, lagos calmos e tranquilos, locais de diversão infantil. Para piqueniques existem uma série de mesas de pedra e alvenaria que foram dispersas por entre o arvoredo.
O espaço é densamente arborizado e percorrido por largos arruamentos no seu perímetro exterior, e inúmeras veredas no perímetro interior. Estas veredas interiores conduzem a lagos e tanques, viveiros de traçado mais formal, recinto de recreio infantil, recinto para merendas, relvados arborizados e algumas construções de apoio junto às entradas Norte, Noroeste e Sudeste
Ao longo dos séculos, o espaço dada a sua importância hidrológica foi sempre protegido da intervenção humana. Aqui concentram-se diversas nascentes e ribeiras e terá sido isso que levou a ser protegido da devassa dos animais e da exploração agrícola, como provam antigas posturas municipais.
Este parque é actualmente abrangido pelo Sitio de Interesse Comunitário da Ponta dos Rosais, sitio este que integra a Lista de Sítios da Rede Natura 2000, que foi aprovada por decisão da Comissão (2002/11/CE). E é especialmente rico nos habitais naturais das costas macaronésicas, mantidos quase inalterados com os característicos matos de Erica azorica e vegetação vivaz das plataformas de calhaus rolados.
Este parque pela sua diversidade de locais, bem como pela variedade da riqueza vegetal que apresenta, reúne vários motivos de interesse. 
Os arruamentos internos, quase todos feitos em saibro vermelho de origem vulcânica, saibro este que geologicamente falando é espuma vulcânica oxidada por ter grande quantidade de ferro, apresentam-se  regulares e ladeados por sebes de buxo. 
Ainda neste parque então a fazer-se ensaios com plantios de espécies indígenas e de espécies silvícolas não indígenas. 
A cobertura vegetal é bastante densa e variada predomindo as criptomérias, as hortênsias, a conteira. Apresenta um variado coberto de herbáceas, que é composto por variedades de fetos comuns, Fucsias, e diversas trepadeiras; surgem ainda, Azáleas e Fetos arbóreos. 
Este conjunto vegetativo dá origem a uma atmosfera densa e muito rica em formas, cores e brilhos. 
Neste parque existe um modelo de um bote baleeiro feito em argamassa que foi oferta de um imigrante à saga do homem baleeiro visto a actividade da baleação ter marcado muitas das gerações da ilha de São Jorge. Para reforço da ideia o barco foi carregado com um painel de azulejos que são uma réplica do conhecido quadro de Domingos Maria Xavier Rebelo, "Os Emigrantes".
Para complemento foi construído neste parque um típica cozinha rural da ilha de São Jorge do início do povoamento que se apresenta como uma construção feita em pedra seca e com cobertura de telha de meia cana típica dos Açores. 
Este exemplar de uma cozinha tradicional, representa que na casa popular onde as cozinhas muitas vezes eram construídas num bloco separado da restante habitação. Facto a notar é a falta da chaminé, isto deve-se também ao facto de antigamente ser vulgar o forno interior, e a libertação dos fumos ser feita por uma simples abertura no telhado. 
Este parque possui 2 miradouros: O Miradouro do Pico da Velha e o Miradouro da Fajã de Fernando Afonso, além da Capela de São João Baptista.

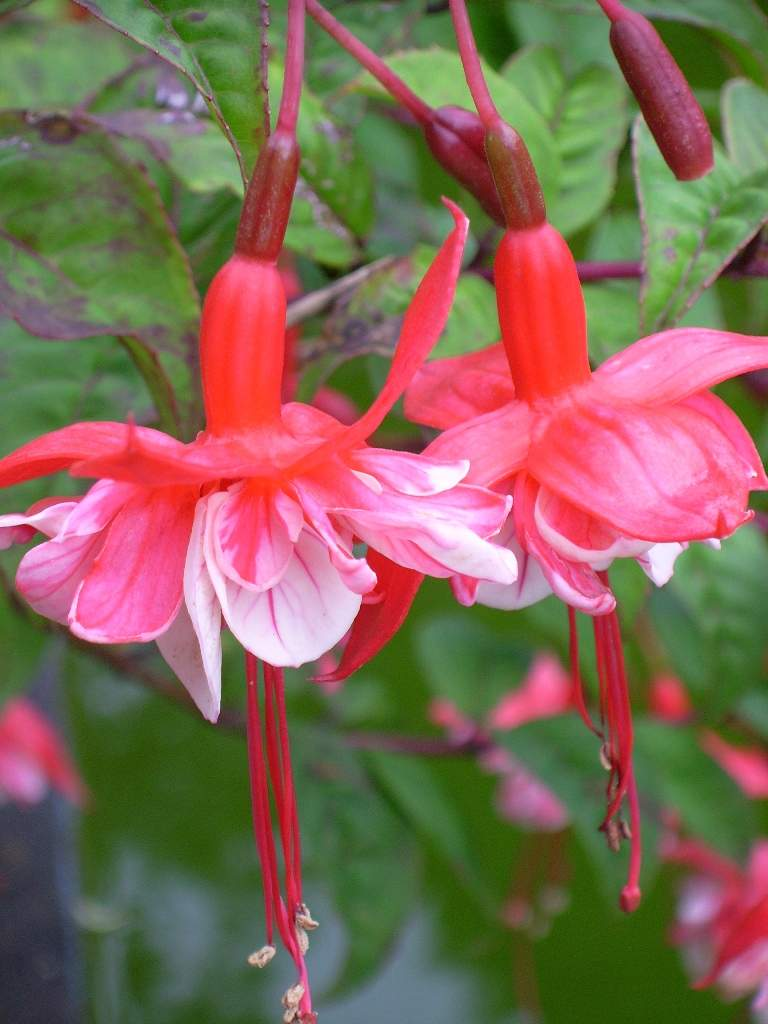
Onagraceae ou Fucsias ou ainda e como nome comum Brincos de Princesa, Parque Florestal das Sete Fontes, ilha de São Jorge, Açores, portugal.

## Galeria

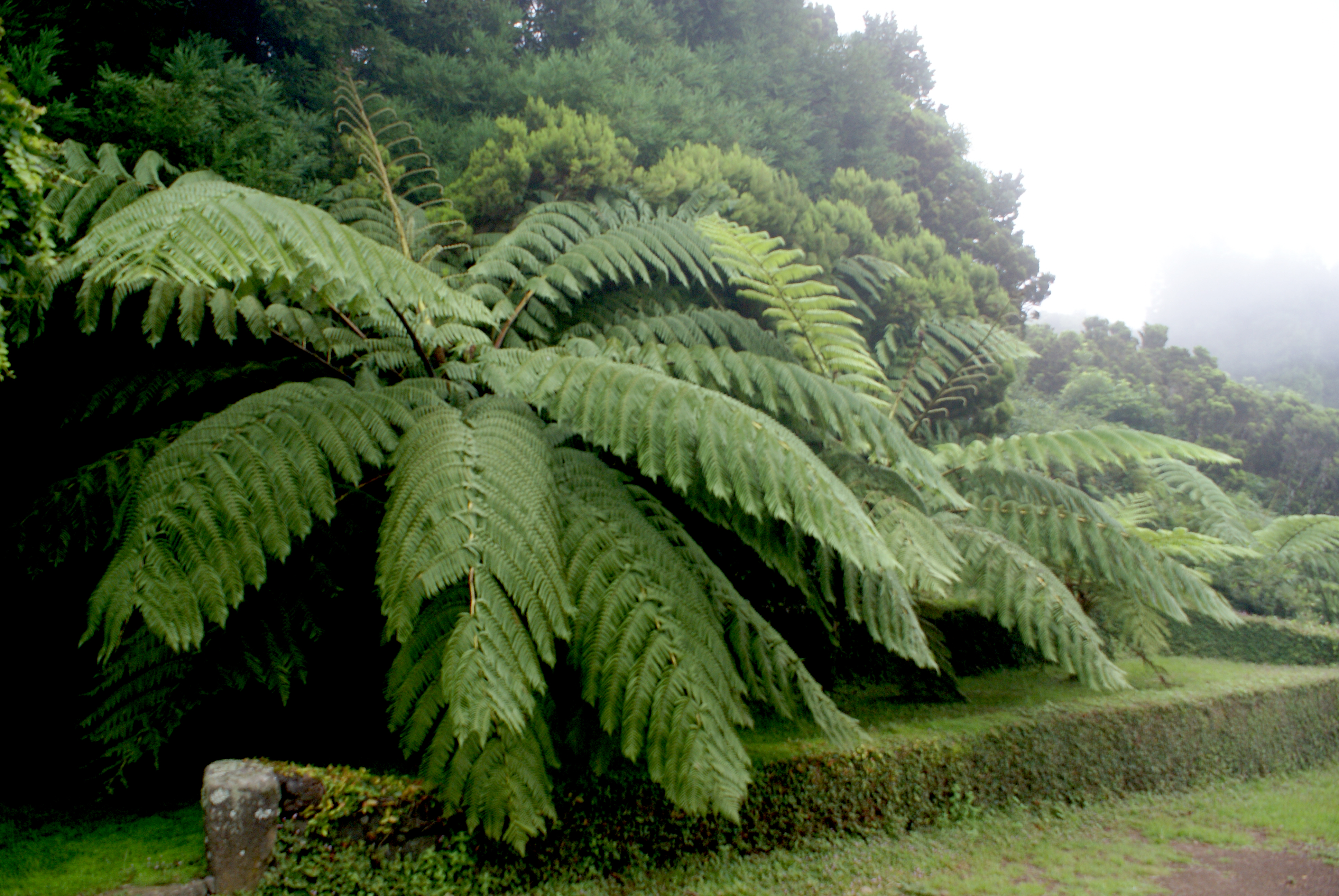
Fetos arbóreos de grandes dimensões.
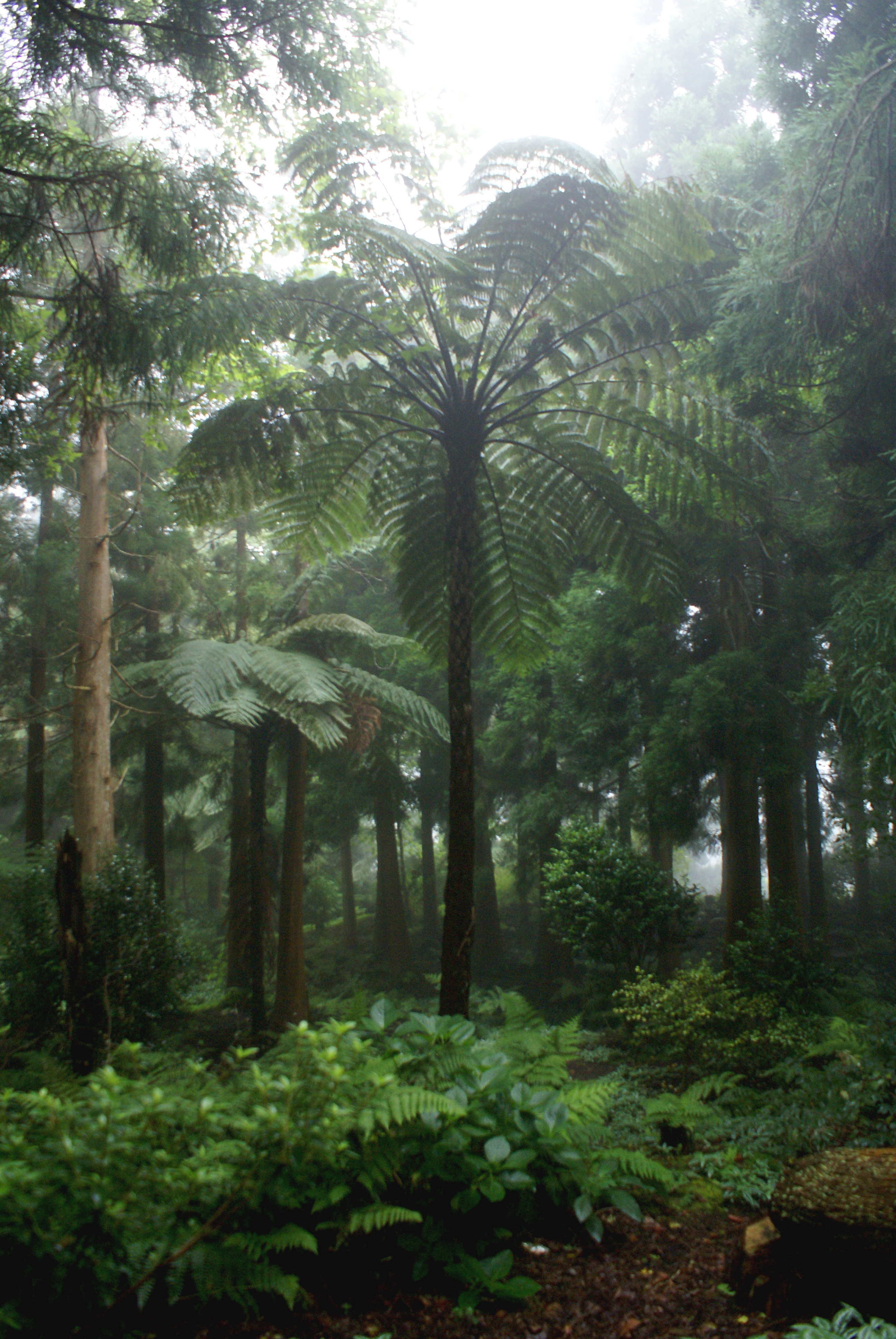
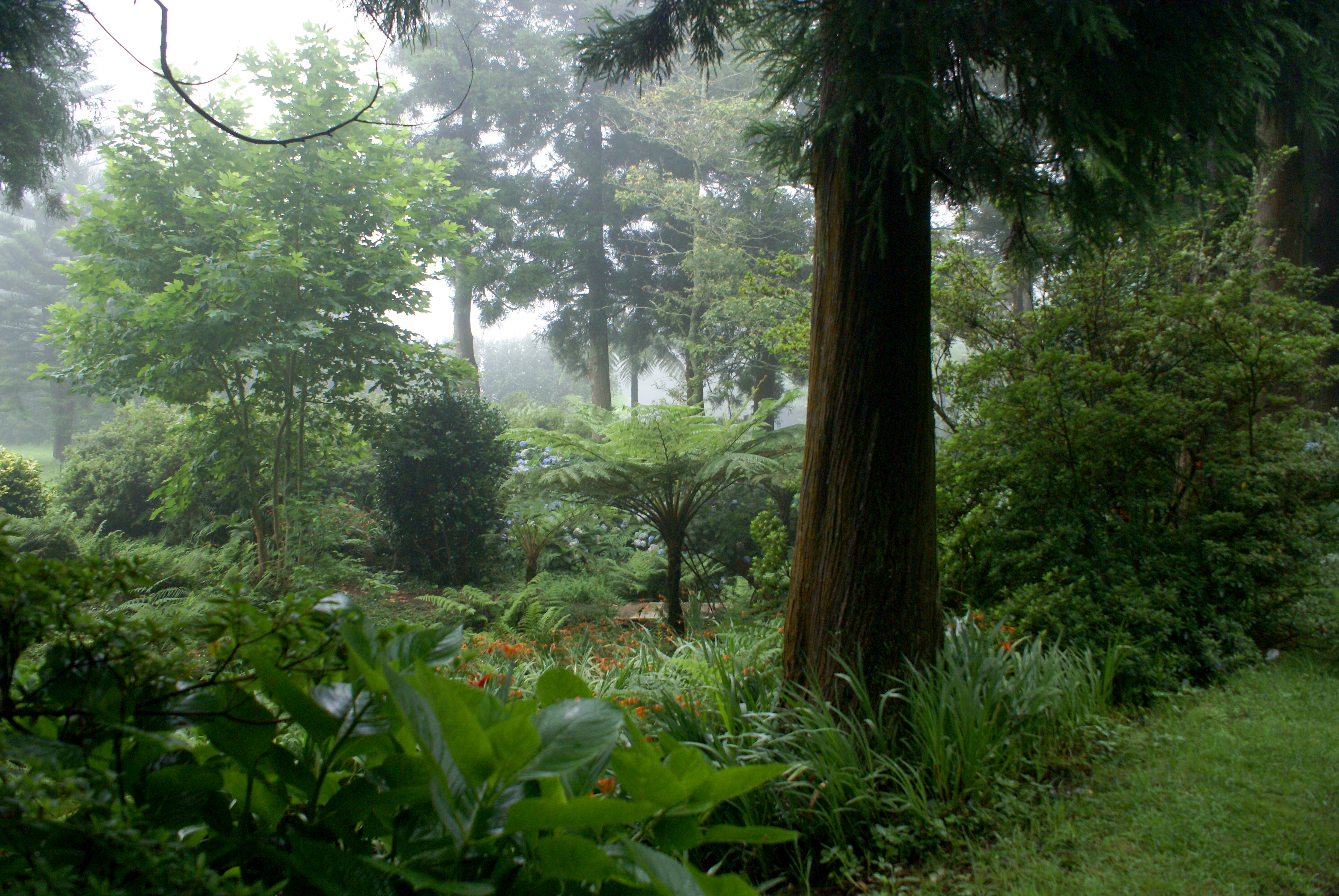
Em dia de Nevoeiro.